# Vicia villosa
Vicia villosa é uma espécie de planta com flor pertencente à família Fabaceae. 
A autoridade científica da espécie é Roth, tendo sido publicada em Tentamen Florae Germanicae 2(2): 182–183. 1793.
Os seus nomes comuns são ervilhaca-dos-cachos-roxos, ervilhaca-peluda ou ervilhaca-vilosa.

## Portugal
Trata-se de uma espécie presente no território português, nomeadamente em Portugal Continental.
Em termos de naturalidade é nativa da região atrás indicada.

## Protecção
Não se encontra protegida por legislação portuguesa ou da Comunidade Europeia.